# 斯托本 (紐約州)
斯托本（英語：Steuben）是一個位於美國紐約州奧奈達縣的鎮。

## 人口
根據2020年美國人口普查的數據，斯托本的面積為110.59平方千米，當中陸地面積為110.47平方千米，而水域面積為0.12平方千米。當地共有人口1081人，而人口密度為每平方千米10人。